# Кастильоне ди Гарфаняна
Кастильоне ди Гарфаняна (на италиански: Castiglione di Garfagnana) е община в Италия, в региона Тоскана, провинция Лука. Общината се намира в планински район, наречен Гарфаняна в северната част на провинцията. Населението е около 2000 души (2001).